# Noel Davern
Noel Davern (24 décembre 1945 - 27 octobre 2013) est un homme politique irlandais du Fianna Fáil qui est ministre d'État de 1997 à 2002 et ministre de l'Éducation de 1991 à 1992. Il est Teachta Dála (TD) pour la circonscription de Tipperary Sud de 1969 à 1981 et de 1987 à 2007. Il est Député européen pour la circonscription de Munster de 1979 à 1984.

## Carrière
Davern est né à Cashel, dans le comté de Tipperary, en 1945. Il fait ses études au CBS Cashel et au Franciscan College du comté de Meath. Sa famille a une longue tradition politique. Son père Michael Davern est député Fianna Fáil de 1948 à 1965, date à laquelle il est remplacé au Dáil Éireann par le frère de Noel, Don Davern. Après la mort subite de Don en 1968, le siège reste vacant jusqu'à ce que Noel soit élu au Dáil Éireann aux élections générales de 1969.
Aux élections du Parlement européen de 1979, il est élu député européen de la circonscription de Munster. Il ne se représente pas aux élections générales de 1981 afin de se consacrer à son mandat de député européen. Cependant, il perd son siège au Parlement européen lors des élections européennes de 1984.
Davern est de nouveau élu au Dáil Éireann lors des élections générales de 1987 et acquiert une notoriété nationale en 1991 lorsqu'il est nommé au Cabinet en tant que ministre de l'Éducation. Cela fait suite à la tentative ratée d'Albert Reynolds et de Pádraig Flynn d'évincer Charles Haughey du poste de Taoiseach. Le séjour de Davern au gouvernement est de courte durée car Reynolds devient Taoiseach au début de 1992 et il est de nouveau renvoyé sur les bancs d'arrière-ban. En 1995, il devient porte-parole de l'opposition pour les affaires européennes lorsque Bertie Ahern nomme son nouveau premier banc avant. Les Fianna Fáil reviennent au gouvernement et Davern devient ministre d'État au ministère de l'Agriculture et de l'Alimentation. Il occupe ce poste jusqu'en 2002.
Il est décédé le 27 octobre 2013.